# Gefecht bei Simbach
Europäischer Kriegsschauplatz:

Mollwitz* – Chotusitz* – Simbach – Dettingen – Toulon – Pfaffenhofen – Tournai – Fontenoy – Hohenfriedberg** – Soor** – Hennersdorf** – Kesselsdorf** – Brüssel – Piacenza – Namur – Roucourt – Kap Finisterre 1 – Lauffeldt – Assietta –  Bergen op Zoom – Kap Finisterre 2 – Maastricht
(*) Erster Schlesischer Krieg – (**) Zweiter Schlesischer Krieg
Indischer Kriegsschauplatz:

Erster Karnatischer Krieg
Amerikanischer Kriegsschauplatz:

War of Jenkins’ Ear – King George’s War
Das Gefecht bei Simbach (auch: Schlacht bei Braunau) war eine entscheidende Schlacht im Österreichischen Erbfolgekrieg am 9. Mai 1743. Das Bayerische Heer Kaiser Karls VII. und seine hessischen Verbündeten wurden vernichtend geschlagen und mussten daraufhin fast ganz Bayern räumen.

## Vorgeschichte
Die Österreicher hatten 1742 vergeblich die Festung Braunau belagert. Durch das Erscheinen französischer Truppen unter Brogli wurde die Belagerung aufgehoben. Es war bereits Dezember und die Soldaten wurden auf beiden Seiten in die Winterquartiere geschickt. Die Bayern unter Minucci († 1758)  waren mit 8000 Mann in Simbach am Inn, der Fürst Conti stand mit 12.000 Franzosen bei Landau an der Isar, der frühere österreichische General Seckendorff stand mit weiteren 8000 Bayern bei Landshut. Außerdem waren viele Truppen in verschiedenen Dörfern zwischen den Hauptstandorten verteilt, insgesamt standen Broglie so 60.000 Mann zur Verfügung.
Die Österreicher unter Karl von Lothringen hatten sich nach der Belagerung auf die rechte Inn-Seite zurückgezogen. Insgesamt standen dort 70.000 bis 80.000 Österreicher.

## Angriff
Unbemerkt von den Bayern hatten die Österreicher alles für einen Angriff vorbereitet. Am 6. Mai 1743 wurden drei Behelfsbrücken über den Inn geschlagen. 43 Bataillone und 56 Eskadrons (ca. 32.000 Mann) überschritten den Fluss, 10. Mann Kavallerie unter (Hohemems) blieben bei Althan zurück, um die Grenze nach Österreich zu decken. Der rechte Flügel unter Graf Klevenhüller überschritt den Inn bei Schärding und rückte über Rottal gegen Griesbach und Pfarrkirchen vor. Die in den Dörfern stationierten Franzosen zogen sich eilig nach Landau zurück. Dadurch wurden die bayerischen Einheiten in Simbach isoliert.
Die österreichische Vorhut unter Freiherr Berlichingen kam mit 2000 Mann Kavallerie und 19 Grenadier-Kompanien schnell voran. Am 7. Mai erreichte man Erlach und stürmte das kaiserliche Lager in der Kirche, 280 Bayern gingen in Gefangenschaft. Die Hauptarmee mit 49 Bataillone Infanterie und 9 Regiment Kavallerie unter Lothringen erreichte am 9. Mai Simbach. Das feindliche Lager wurde durch einen Sumpf, Graben und eine Brustwehr geschützt. Minucci hatte eigentlich von Seckendorf den Befehl sich zurückzuziehen, dieser meinte aber gegen die Österreicher bestehen zu können.
Lothringen umging den Sumpf, der Oberst Thürheim besetzte eine Mühle vor dem Ort, während der General Nadasdy mit Infanterie den Sumpf und Graben stürmte und so den Bayern in die Flanke fiel. Die Bayern wehrten sich 45 Minuten verzweifelt, aber als Berlichingen eine wichtige Anhöhe eroberte, flohen die Verteidiger nach Braunau. Auf der Flucht wurden viele von den nachsetzenden Reitern unter Berlichingen in den Inn gejagt. Der bayrische General Rys konnte die Kavallerie retten. Das Leibregiment des Feldzeugmeister Minucci unter den Grafen von Arco in Ordnung nach Burghausen. Der Feldzeugmeister Minucci, der General Preysing und der General Graf Gabrieli (schwerverwundet, starb wenig später) gerieten in Gefangenschaft.
Die Franzosen kamen den Bayern nicht zur Hilfe, da sie ihre Truppen für die erwarteten Kämpfe am Rhein schonen wollten.